# Montejus

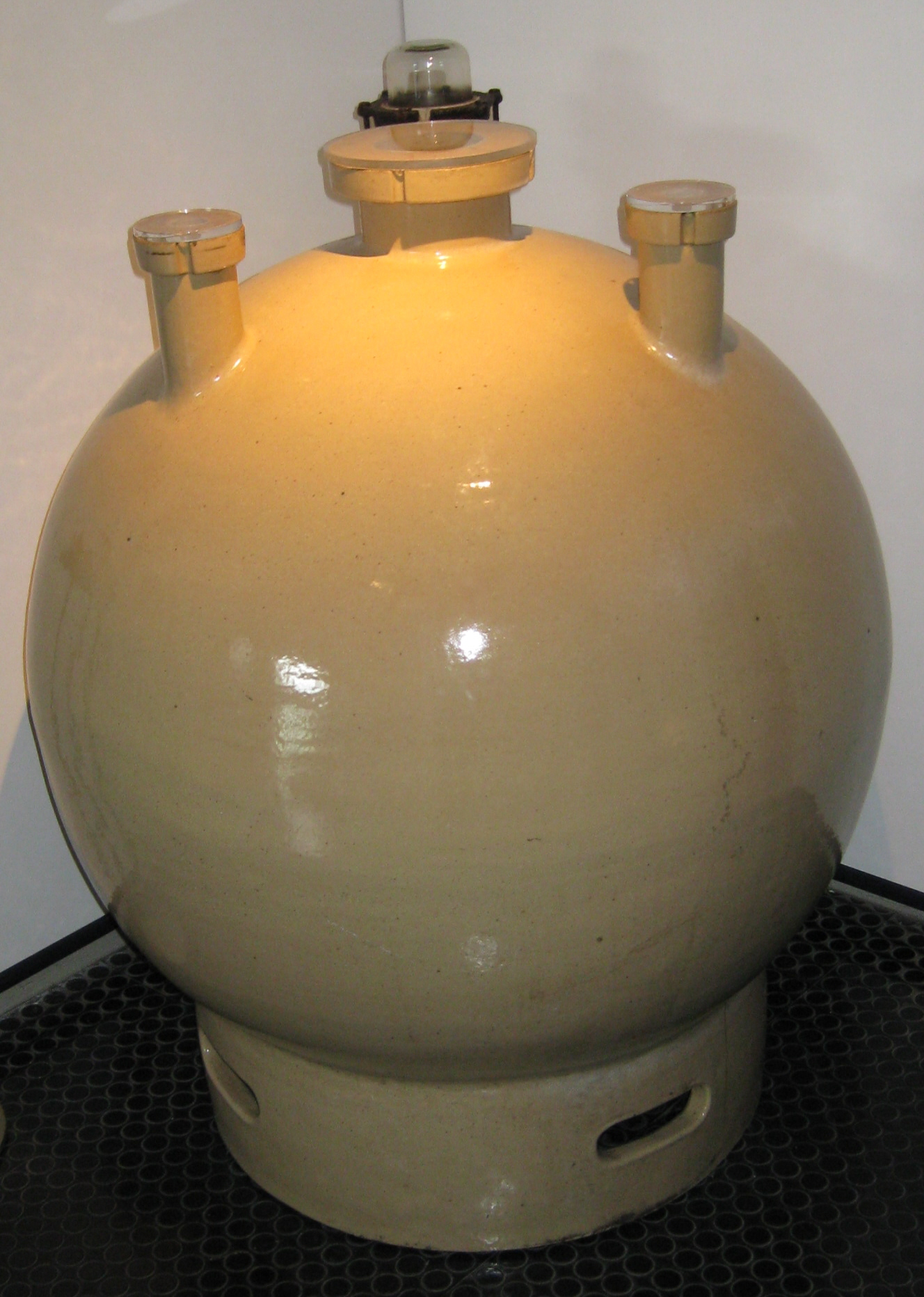

Montejusul este un dispozitiv cu acțiune intermitentă care servește pentru ridicarea lichidelor, în special a celor corosive, cu ajutorul aerului comprimat. Lichidul intră în recipientul gol prin cădere liberă din rezervorul de depozitare. Când aparatul este umplut, se deschide ventilul de aer comprimat care închide ventilul de alimentare cu lichid și, apăsând la suprafața lichidului, îl ridică din țeava de refulare. După golirea recipientului, aerul iese, tot prin țeava de refulare, presiunea scade și lichidul intră din nou în recipient. În timpul umplerii, ventilul de aer comprimat trebuie închis. Dezavantajul principal al acestui dispozitiv constă în randamentul scurt la acestuia.